# سیارک ۱۹۳۴۸
سیارک ۱۹۳۴۸ (به انگلیسی: 19348 Cueca، نامگذاری:1997CL12) نوزده هزار و سیصد و چهل و هشتمین سیارک کشف شده‌است که در ۳ فوریه ۱۹۹۷ کشف شد.
قدر مطلق سیارک برابر ۱۳.۵ است.